# Mirko Tedeschi (1989)
|  | No confondre amb el també ciclista Mirko Tedeschi |

Mirko Tedeschi (Negrar, Vèneto, 5 de gener de 1989) és un ciclista italià, professional des del 2014 i actualment a l'equip Wilier Triestina-Selle Italia.

## Palmarès
- 2007
  -  Campió d'Itàlia júnior en Persecució per equips (amb Elia Viviani, Filippo Fortin i Mario Sgrinzato)
- 2010
  - 1r al Trofeu Paolin Fornero
- 2015
  - Vencedor d'una etapa de la Volta a Veneçuela